# 莲山黄耆
莲山黄耆（学名：Astragalus leansanicus）是豆科黄芪属的植物，是中国的特有植物。分布在中国大陆的甘肃、陕西、四川等地，生长于海拔1,000米至2,200米的地区，多生长于河滩地或田埂上。

## 别名
历安山黄耆（中国主要植物图说 豆科）